# Курчатов
Курчатов (рус. Курчатов) град је у Русији у Курској области. Према попису становништва из 2010. у граду је живело 42706 становника.

## Историја
Курчатов је основан 1968. због изградње Нуклеарне електране Курск и добио је статус града 1983. Добио је име по совјетском физичару Игору Курчатову.

## Становништво
| 1979.  | 1989.  | 2002.  | 2010.  |
| ------ | ------ | ------ | ------ |
| 21.774 | 41.085 | 45.556 | 42.706 |